# جيراردو بيدويا
جيراردو بيدويا (بالإسبانية: Gerardo Bedoya) (26 نوفمبر 1975 في كولومبيا - ) هو لاعب كرة قدم كولومبي في مركز الدفاع. شارك مع منتخب كولومبيا لكرة القدم. أما مع النوادي، فقد لعب مع أتلتيكو ناسيونال وإنديبنديينتي سانتا في وبوكا جونيورز وديبورتيفو كالي ونادي أتليتيكو كولون ونادي بويبلا ونادي راسينغ ونادي ميلوناريوس ونادي إنفيغادو وBoyacá Chicó F.C. ‏ وديبورتيفو بيريرا وفورتاليزا الكولومبي وكوكوتا ديبورتيفو ‏.
بيدويا يحمل الرقم القياسي لأكثر اللاعبين طرداً وتحصلاً على البطاقات الحمراء في في تاريخ لعبة كرة القدم، بعدما تحصل على (46) بطاقة حمراء خلال مسيرته الكروية.

## وصلات خارجية
- اقذر لاعب على موقع الاتحاد الدولي (مؤرشف)  (الإنجليزية)
- اقذر لاعب على موقع قاعدة بيانات كرة القدم.إي يو (الإنجليزية)
- اقذر لاعب على موقع ناشيونال فوتبول تيمز (الإنجليزية)
- اقذر لاعب على موقع Soccerway.com (الإنجليزية)
- اقذر لاعب على موقع AS.com (الإسبانية)